# 仁坂吉伸
仁坂 吉伸（にさか よしのぶ、1950年〈昭和25年〉10月2日 - ）は、日本の政治家、通産・経産官僚、外交官。
和歌山県知事（公選第18 - 21代）、関西広域連合広域連合長（第2代）を歴任した。

## 経歴
和歌山大学教育学部附属小学校、同中学校、和歌山県立桐蔭高等学校を卒業。
高校時代の同級生に竹中平蔵がいる。
東京大学志望だったが東大紛争で入試が中止となったため一旦京都大学に進学。しかし諦めきれず、学生運動がやんだ後に再受験して東京大学経済学部を卒業。

### 官僚時代
1974年に通商産業省（現・経済産業省）に入省。入省同期に、石毛博行（元中小企業庁長官、経済産業審議官）、肥塚雅博（元特許庁長官）など。
ジェトロ・ミラノセンター、同省生活産業局総務課長、経済企画庁長官官房企画課長、大臣官房審議官（通商政策局担当）、製造産業局次長などを経て、外務省に転じて2003年7月から2006年10月まで駐ブルネイ大使を務めた。

### 和歌山県知事時代
2006年11月、談合事件で当時の和歌山県知事・木村良樹が辞職したのに伴い、和歌山県知事選挙に自民党、公明党推薦で出馬表明。桐蔭高校・東大出身で竹中平蔵の友人であり、元大蔵省国際局アジア通貨室長の岸本周平が代表を務める民主党和歌山県連が独自候補の擁立を見送った。12月17日に投開票された知事選で、日本共産党推薦の候補を破り初当選した。
2009年6月、和歌山・徳島両県が、国の高速料金の大幅な値下げで打撃を受けている南海フェリーに1億円ずつ支援して運賃を値下げする計画に関連し、南海フェリーが計画の一部への協力を渋っているとする質問を記者会見で受け、同社に決死の覚悟で国の奇策を諌める諫死（かんし）を促す意味で「渋る元気があったら国土交通省の前で割腹自殺でもしたらいい」と発言した。「割腹自殺」という発言は例えで言ったものだが、会見後すぐに取り消した上で「ちゃんとした抗議」という表現に訂正した。
2010年7月20日より前立腺癌治療のため29日まで休養。
同年11月28日投開票の知事選挙に出馬し、再選を果たした。
当時の宮崎県知事であった東国原英夫とも、同じ汚職知事の後任同士ということで親交がある。
2014年11月30日投開票の知事選挙に出馬し、3選。
2018年11月25日投開票の知事選挙に出馬し、4選。
2010年の関西広域連合発足以降、副連合長を務め、2020年12月には連合長に就任した。
2022年6月15日、県議会定例会で同年秋に行われる県知事選挙に立候補せず退任する意向を表明した。

## 政治姿勢
- 木村良樹前知事が官製談合事件で失脚したため、全ての公共調達で指名競争入札を廃止し一般競争入札を実施するなど、官製談合が起こる余地のない公共調達制度改革を行った[12]。
- 橋下徹大阪府知事が率先して進めた大阪都構想に当初から賛成表明していた[13]。ただしこの構想は2度の否決を経て消滅している。
- 道州制については、導入は不可避ではあるが、道州間及び道州内の財政調整などについて詳細な制度設計が不分明な現状では、導入の必要性について判断することはできないと発言している[14]。
- 橋下徹大阪府知事（当時）が「ぼったくりバーのようだ」として、国が行う直轄事業に対して都道府県から負担金をとることを批判して廃止を主張した際に、一方で県事業に対して市町村から負担金をとることは矛盾するとして、2010年度から市町村負担金を原則的に廃止した[15]。
- 2011年8月の県の広報誌において、太平洋戦争の責任は当時の国民にもあるという持論を展開した[16]。
- 2012年に、景観を阻害する廃墟を、周辺の住民からの要請を受けて、県が強制撤去できる条例「建築物等の外観の維持保全及び景観支障状態の制限に関する条例案（通称：景観支障防止条例）」を制定した[17]。
- 2014年4月の定例会見で、2010年の参院選の「一票の格差」の裁判で違憲状態とした最高裁判決に対し、全くの間違い、判決を下した最高裁判事には国民審査でバツを付けたいという発言をした[18]。
- 2015年4月20日、記者会見において高浜原発の再稼働差し止めを命じた福井地裁の仮処分決定を批判。「リスクのあるものは全部止めなければならないという考え方。それならば自動車（利用）の差し止め請求もできるのではないか」と述べた[19]。また、「原発についてそんなに知っているはずがない。裁判長はある意味で謙虚でならなければならない」と発言した[20]。
- IR＝統合型リゾート施設の整備について和歌山県知事として推進派であるが[21]、和歌山県議会は2022年4月20日の本会議で、計画を国に申請するための県の議案を反対多数で否決した[22]。その直後の記者会見では、「和歌山県の次の成長因子を失った」と落胆を述べた。